# Sandersville (Mississippi)
Pour les articles homonymes, voir Sandersville.
La ville américaine de Sandersville est située dans le comté de Jones, dans l’État du Mississippi. Lors du recensement de 2000, sa population s’élève à 789 habitants.

## Source
- (en) Cet article est partiellement ou en totalité issu de l’article de Wikipédia en anglais intitulé « Sandersville, Mississippi » (voir la liste des auteurs).